# Earl Morrall
Earl Edwin Morrall (17 de maio de 1934 - 25 de abril de 2014) foi um jogador de futebol americano que atuava como quarterback na National Football League. Morrall jogou 21 temporadas na NFL, como titular ou reserva. No fim da carreira, ficou conhecido como o maior quarterback reserva na história da NFL. Ele foi para o Pro Bowl em 1957 e 1968. Morrall faleceu em abril de 2014. O ex-atleta sofria há anos com a doença de Parkinson.